# Luigi Capponi
Luigi Capponi, auch Luigi di Giampietro, Luigi di Pietro, Aloysius Petri Capponis de Mediolano, (* um 1450 vermutlich in Claino con Osteno; † nach 1506 in Rom) war ein in Rom tätiger Bildhauer des ausgehenden 15. Jahrhunderts. Seine Autorschaft ist nur für wenige Werke dokumentiert; zahlreiche weitere Arbeiten werden ihm von der kunstwissenschaftlichen Forschung zugeschrieben. 

## Leben

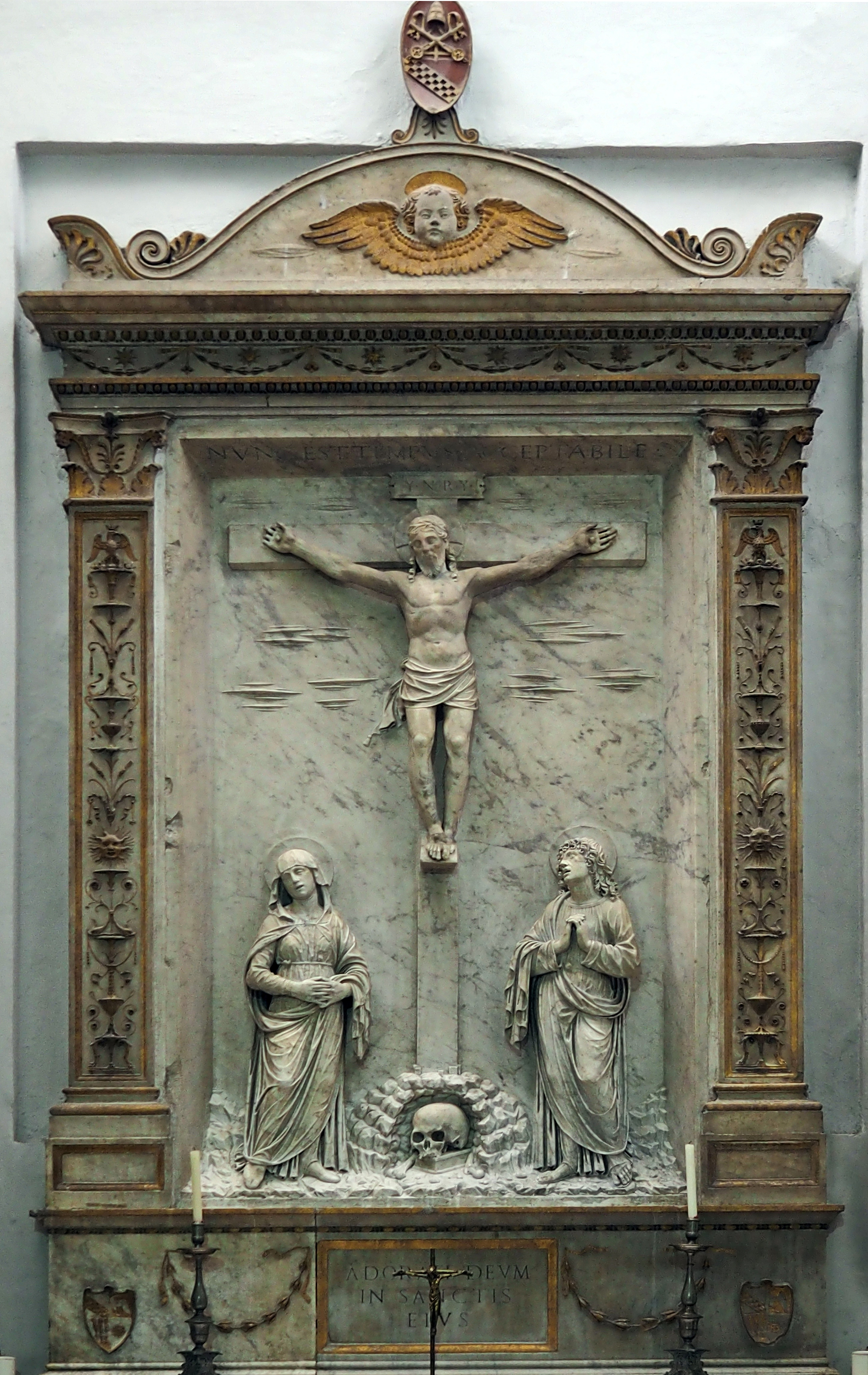
Kreuzigung Santa Maria della Consolazione - San Clemente

Über seine Jugendjahre und seine Ausbildung ist nichts bekannt. Da in seinen Werken in Rom stilistische Eigenheiten lombardischer Künstler, insbesondere der Werkstatt des Giovanni Antonio Amadeo zu beobachten sind, könnte er seine Ausbildung in einer der großen Werkstätten Norditaliens, wie des Mailänder Doms oder der Certosa di Pavia erhalten haben.
Urkundliche Erwähnung findet der Künstler in Verträgen zu zwei Werken: erstmals am 8. Juli 1485 im Vertrag für das Grabmonument des Erzbischofs Francesco Brusati in San Clemente in Rom, der gemeinsam die „Magistrii marmorarii“ Jacobus Dominici de la Pietra de Carraria und Aloysius Petri Capponis de Mediolano erwähnt. Das Grabmal gehört dem im römischen Quattrocento üblichen Typus des Wandgrabmals an, das den Verstorbenen auf einem Sarkophag liegend inmitten einer dekorierten Wandnische zeigt. Die Gestaltung orientiert sich weitgehend an dem von Andrea Bregno 1478 geschaffenen Grabmals des Christoforo della Rovere in Santa Maria del Popolo in Rom. Die stilistische Nähe zu Andrea Bregno legt nahe, dass Capponi in Rom in dessen Umkreis gearbeitet hat. Andrea Bregno war zusammen mit Giovanni Dalmata bereits 1476 in San Clemente, am Grabmonument des Kardinal Bartolomeo Roverella tätig gewesen.
Das zweite Dokument vom 8. März 1496 betrifft einen Altar in der römischen Kirche Santa Maria della Consoliazione, wo sich Luigi Capponi verpflichtet, eine Marmortafel mit dem Gekreuzigten Christus zwischen Maria und dem Evangelisten Johannes innerhalb von neun Monaten für 87 Dukaten zu schaffen. In den Figuren von Maria und Johannes zeigt sich die Fähigkeit des Künstlers Emotionen ausdrucksvoll zu zeigen. Eine Bestimmung des Auftraggebers Michele Bostarono de Martino war, dass die Köpfe von Maria und Johannes auf der Höhe der Füße des Gekreuzigten seien, was die horizontale Hierarchisierung des Altars im Gegensatz zu früheren Werken deutlich betont.

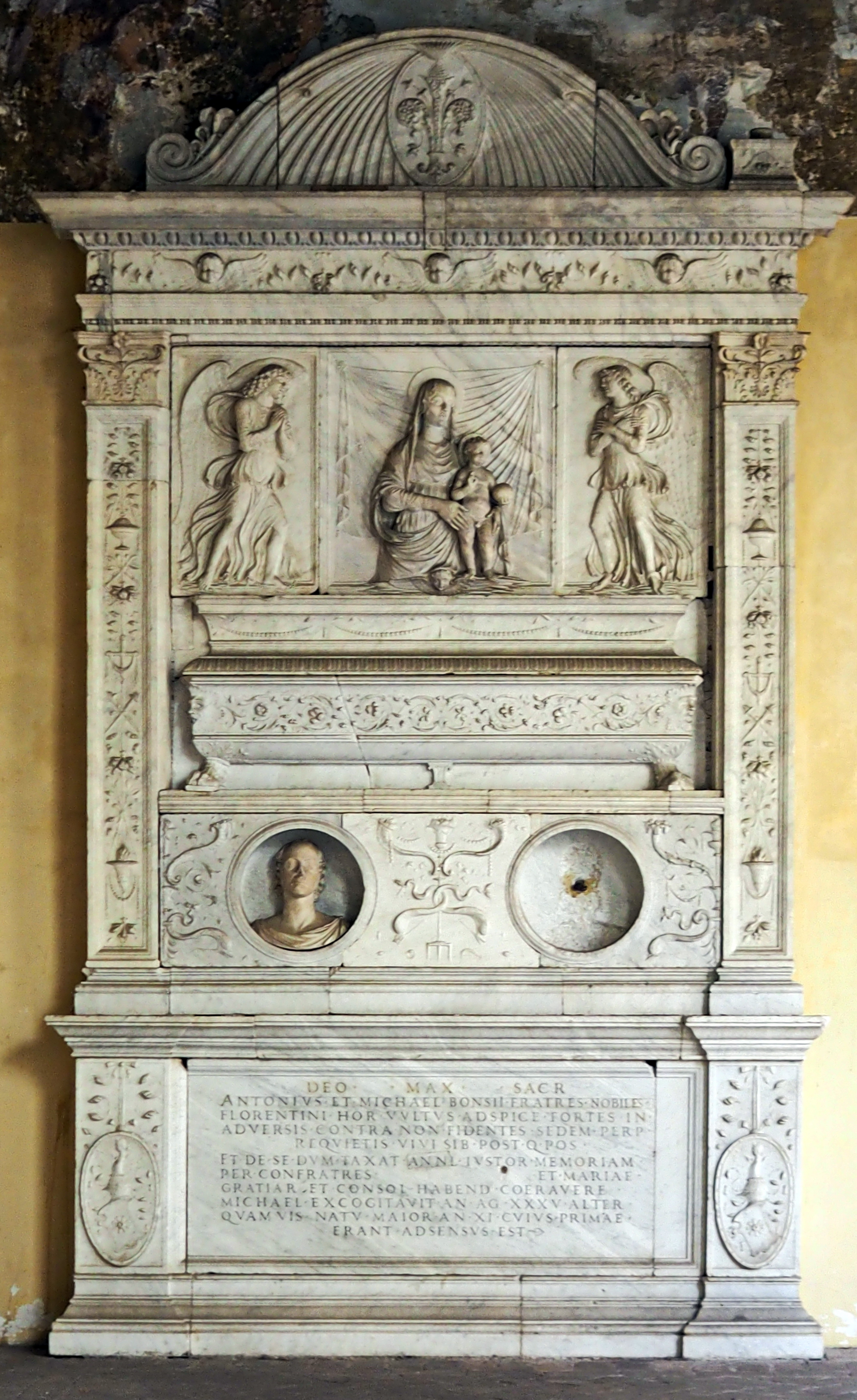
Grabmal der Gebrüder Bonsi - San Gregorio Magno

Ein wichtiges Werk Capponis, das ihm aufgrund stilistischer Vergleiche zugeschrieben wird, ist das Grabmonument der Gebrüder Antonio († 1498) und Michele Bonsi in der Vorhalle von San Gregorio Magno in Rom, das die Porträts der Verstorbenen als Büsten zeigt. Das Grabmal des Protonotars Lorenzo Oddone Colonna († 1484) in der Vorhalle der Santi XII Apostoli ist ihm ebenfalls zuzuschreiben. Beide zeigen die typologische Antikenrezeption der imago clipeata. Ein weiteres Werk, wahrscheinlich von Michele Bonsi in Auftrag gegeben (Initialen M.B.), ist ein Antependium am Altar von San Gregorio Magno mit drei Szenen aus dem Leben des hl. Gregor. Als ein Beispiel für die Tatsache, dass der Bildhauer wohl über eine eigene Werkstatt verfügte, werden die beiden stehenden Engel der Musei Vaticani angeführt, die aus der römischen Kirche San Lorenzo in Piscibus stammen. Sie lehnen sich eng an die beiden Engel des Bonsi-Grabmals an, die das zentrale Relief mit der Darstellung der Madonna und des Kindes flankieren. Die Engel des Bonsi-Monuments zeigen jedoch größere Entschlossenheit und Individualität, die Engel der Vatikanischen Museen sind dagegen ruhiger und passiver. Ihre ursprüngliche Funktion ist nicht bekannt; da sie Palmzweige in den Händen halten, ist es wahrscheinlich, dass sie zum Grabmonument eines Heiligen gehörten.

## Werke

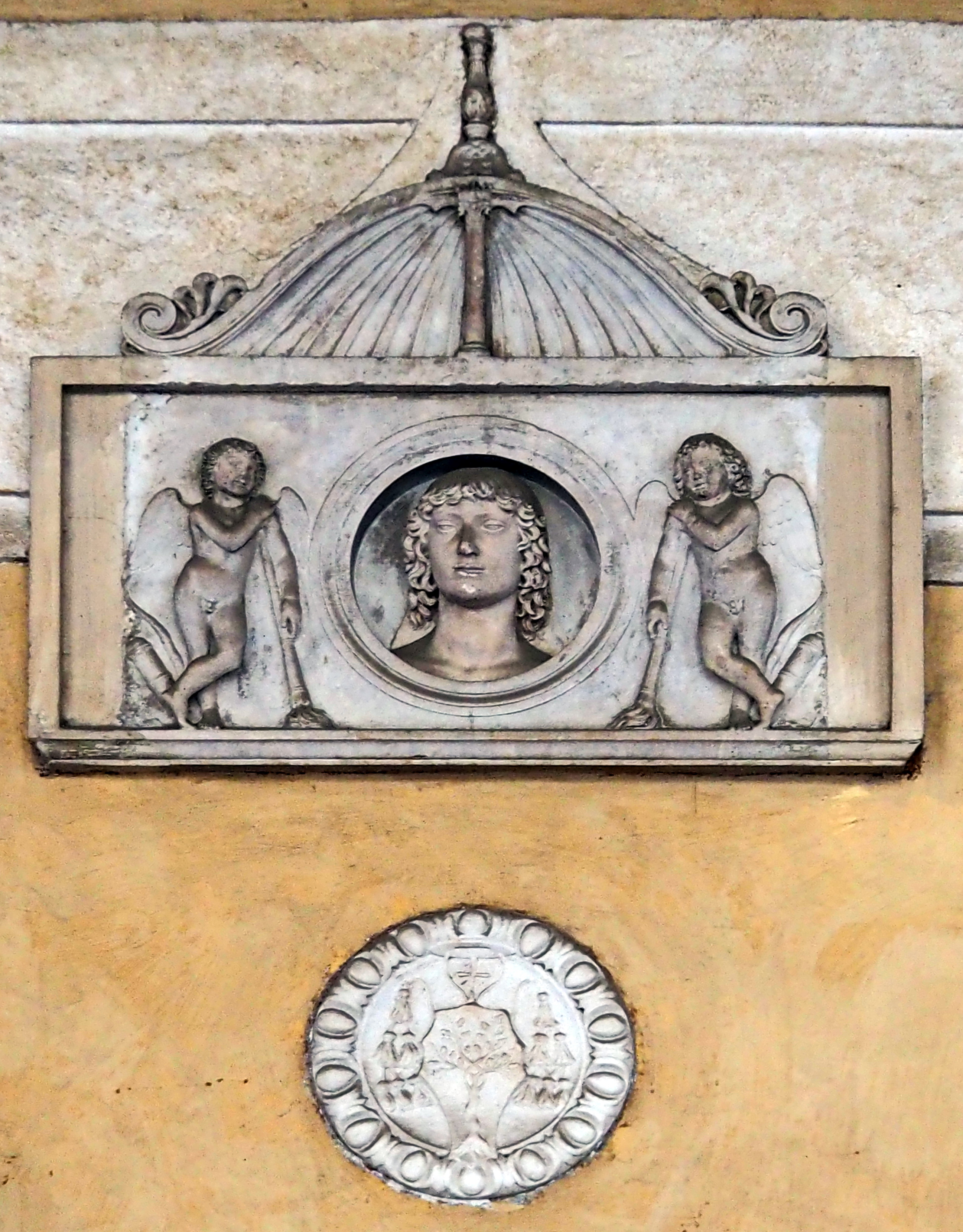
Grabmal Lorenzo Oddone Colonna; Santi Apostoli

Folgende Werke sind durch Verträge als Arbeiten Luigi Capponis dokumentiert:
- Grabmonument des Erzbischofs Francesco Brusati in San Clemente, Rom (1485)
- Marmortafel mit der Darstellung des Gekreuzigten Christus zwischen Maria und dem Evangelisten Johannes (Abb.) in Santa Maria della Consolazione, Rom (1496)

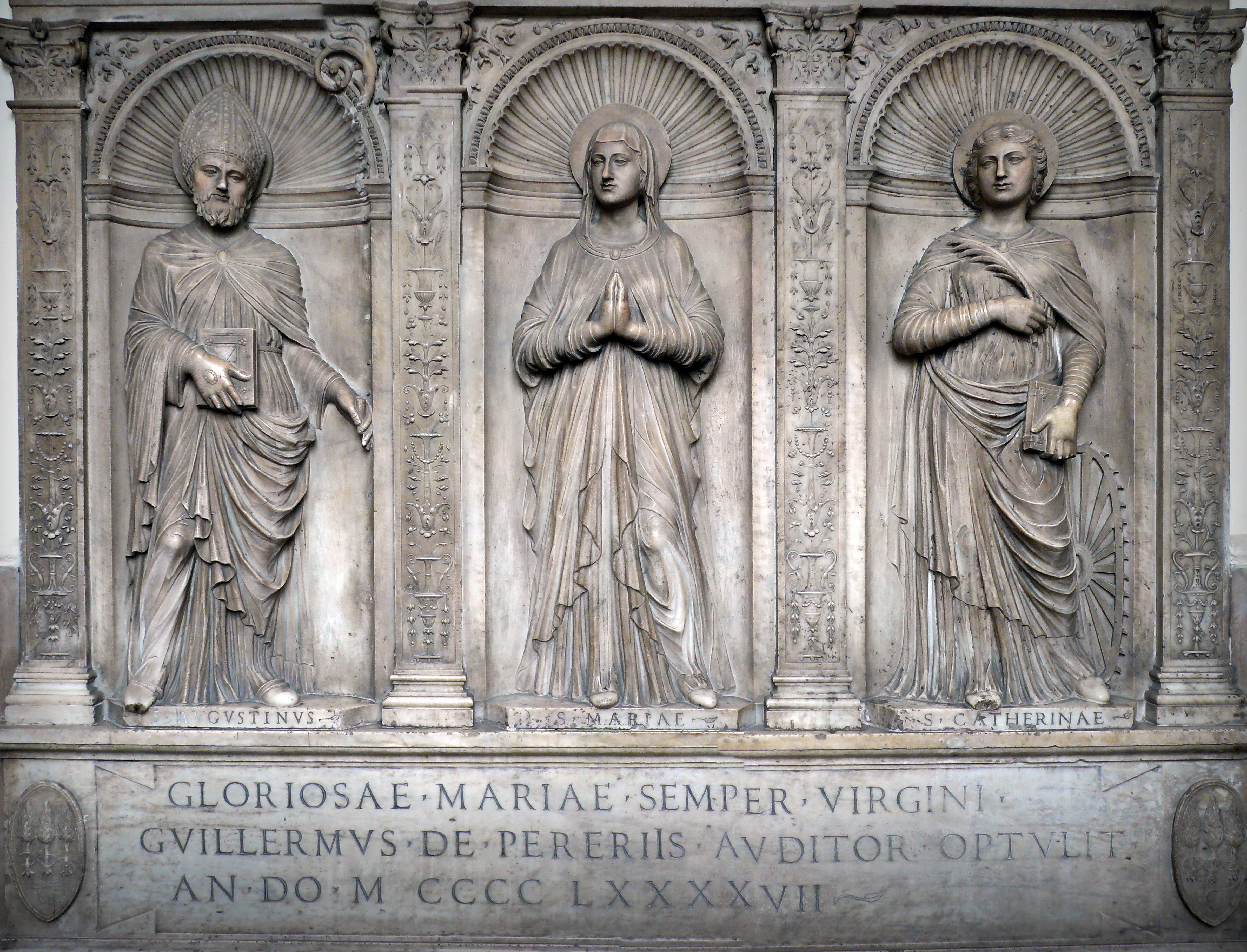
Triptychon - Santa Maria del Popolo

Da für die große Anzahl plastischer Werke im römischen Quattrocento nur relativ wenige Künstlernamen aus den Archiven bekannt sind, wurden Capponi eine Reihe von Werken zugeschrieben – viele dieser Zuschreibungen sind jedoch spekulativ. Folgende Werke werden Luigi Capponi bzw. seiner Werkstatt – vielfach in Zusammenarbeit mit Giovanni Dalmata oder mit der Werkstatt des Andrea Bregno – zugeordnet:
- Grabmonument für den Humanisten Agostino Maffei (rechts) (Abb.) sowie das Grabmonument für Benedetto Maffei (links) in Santa Maria sopra Minerva, Rom, Cappella Grazioli (1494 bzw. 1496)
- Grabmonument der Gebrüder Antonio († 1498) und Michele Bonsi (Abb.) in der Vorhalle von San Gregorio Magno, Rom
- Grabmal des Protonotars Lorenzo Oddone Colonna (Abb.) († 1484) in der Vorhalle der Santi XII Apostoli, Rom
- Wand-Ziborium im Bode-Museum, Berlin
- Kreuzigungsrelief (Abb.) in der Vorhalle des linken Seitenausgangs von Sant’ Agostino, Rom
- Relief des Evangelisten Johannes mit dem knienden Papst Leo I. in San Giovanni in Laterano, Rom, Cappella Giovanni Evangelista, sowie die Heiligen Johannes der Täufer (Abb.) und Johannes der Evangelist (Abb.) im Auftrag des Stifters Guillaume de Perriers - in Zusammenarbeit mit Andrea Bregno?
- Altarrelief mit Szenen aus dem Leben des hl. Gregor (Abb.) in San Gregorio Magna, Rom (vor 1498)
- Portal mit Madonnenrelief (Abb.) aus dem ehemaligen Ospedale della Consolazione; jetzt über dem Eingang zur Polizeistation.
- Teile eines Altarretabels für die Basilika Santa Maria Maggiore, Rom, im Auftrag des Stifters Guillaume de Perriers (1490). Die Heiligen Hieronymus, Bernhard und Maria befinden sich jetzt in der Kleinen Sakristei der Kirche.
- Sakramentstabernakel (Abb.) in Santa Maria Monserrato, Rom
- Marmor-Triptychon (Abb.) mit dem Hl. Augustinus, der Jungfrau Maria und der hl. Caterina von Alexandria (1497) im Auftrag des Stifters Guillaume de Perriers, heute im Korridor von Santa Maria del Popolo - Mitarbeit Capponis in der Werkstatt Andrea Bregnos?
- Grabmal des Bischofs Giovanni Andrea Bocciaccio (Abb.) im Kreuzgang der Kirche Santa Maria della Pace, Rom (1497)
- Grabmal Antonio und Pietro Pollaiuolo (Abb.) in San Pietro in Vincoli, Rom (nach 1498)
- Sakramentstabernakel (Abb.) in Santi Quattro Coronati, Rom
- Zwei stehende Engel in den Musei Vaticani
- Acht Tondi für den Altar der hl. Lanze im Petersdom, Grotte Vaticane
- Grabmonument für Andrea Bregno in Santa Maria sopra Minerva, Rom (1506)

Weitere Werke, die möglicherweise von Luigi Capponi mitgestaltet wurden:
- Grabmonument der Costanza Ammanati (Abb.) (1477); Sant’Agostino (ehemaliger Kreuzgang), Rom.
- Jacobus der Ältere (Abb.) im rechten Seitenschiff von San Giovanni in Laterano